# Анабар (округ)
Анабар (англ. Anabar) — округ (единица административного деления) Науру. Расположена в северо-восточной части острова. Площадь 1,43 км², население 502 человека (2005). В округе находится группа небольших озёр Анабар.
Входит в состав избирательного округа Анабар.

Карта острова Науру с обозначением группы лагун Анабар